# Jättekindpåsråttor
Jättekindpåsråttor (Orthogeomys) är ett släkte av däggdjur som ingår i familjen kindpåsråttor.

## Utseende
Arterna liknar andra kindpåsråttor i utseende men de är med en kroppslängd (huvud och bål) av 10 till 35 cm och en vikt av 150 till 900 g tydlig större. Svansen blir 5 till 14 cm lång. Pälsen har på ovansidan en svartbrun färg, undersidan är oftast ljusare. Hos vissa arter förekommer vita strimmor eller fläckar på ryggen eller i ansiktet. Pälsen är mjukare och tätare hos arter som lever i kalla regioner. De övre framtänderna har en kännetecknande ränna i mitten.

## Utbredning och habitat
Jättekindpåsråttor förekommer från Mexiko över Centralamerika till Colombia. De vistas i tropiska regnskogar och andra skogar. I bergstrakter hittas de upp till 3000 meter över havet.

## Ekologi
Individerna bygger underjordiska tunnelsystem som ligger tät under markytan. Boet har en eller flera kamrar som fodras med växtdelar eller som tjänstgör som förvaringsrum. Jättekindpåsråttor stannar huvudsakligen i boet men på natten kommer de ibland ut. Födan utgörs av rötter, rotfrukter och andra växtdelar som de når från tunnlarna.
Honor har vanligen två kullar per år och per kull föds en till fyra ungar. Ungarna blir påfallande fort könsmogna och honor kan redan efter tre månader ha egna ungar.

## Status och hot
Arterna betraktas i största delen av utbredningsområdet som skadedjur. Att fånga jättekindpåsråttor är ett godkänt yrke (tucero) i Centralamerika som oftast går i arv inom en familj. Arter som har begränsade utbredningsområden är därför hotade i beståndet. De flesta arter klassificeras däremot av IUCN som livskraftig (LC).

## Systematik
Arter enligt Catalogue of Life:
- Orthogeomys cavator
- Orthogeomys cherriei
- Orthogeomys cuniculus
- Orthogeomys dariensis
- Orthogeomys grandis
- Orthogeomys heterodus
- Orthogeomys hispidus
- Orthogeomys lanius
- Orthogeomys matagalpae
- Orthogeomys thaeleri
- Orthogeomys underwoodi